# 渡航
渡 航（わたり わたる、1987年1月24日 - ）は、日本のライトノベル作家（兼業作家）。代表作は『やはり俺の青春ラブコメはまちがっている。』シリーズ。愛称は「わたりん」。

## 来歴
- 1987年1月24日 - 千葉県千葉市にて生まれる[3]。
- 2005年3月 - 千葉市内の高校を卒業[3]。
- 2009年3月 - 明治大学情報コミュニケーション学部を卒業[6]。
- 2009年5月 - 『あやかしがたり』でデビュー。
- 2011年3月 - 『やはり俺の青春ラブコメはまちがっている。』発表
- 2013年4月 - アニメ『やはり俺の青春ラブコメはまちがっている。』
- 2015年1月 - 『クズと金貨のクオリディア』発表。
- 2015年4月 - アニメ『やはり俺の青春ラブコメはまちがっている。続』
- 2016年1月 - 『路地裏トラッシュ/スラップスティック』発表が予定されていたが、発売延期になった。
- 2016年7月 - アニメ『クオリディア・コード』、『どうでもいい 世界なんて -クオリディア・コード-』『ガーリッシュナンバー』発表。
- 2016年10月 - アニメ『ガーリッシュナンバー』
- 2020年7月 - アニメ『やはり俺の青春ラブコメはまちがっている。完』放送

## 人物
2009年に発表された第3回小学館ライトノベル大賞ガガガ文庫部門でガガガ大賞を獲得した作品『あやかしがたり』でデビュー。審査員の田中ロミオから「構成・考証ともにしっかりしており、文章も破綻なく、ときおり鋭い一文を繰り出す筆力がある」、作品についても「達者な筆致と高い完成度を誇る」と評された。オリコン「年間本ランキング」の文庫・作家別ランキングにおいて、2013年は18位、2014年は14位、2015年は9位となっている。
千葉県千葉市出身・在住。高校時代は、バレーボール部に入部したが上下関係に嫌気がさしてすぐに辞め、その後は部活をせずに地元のファミリーレストランやコンビニエンスストアでアルバイトをしていた。友人は少なく、地味な高校生だったという。
ライトノベル作家になろうと思ったきっかけは、就職活動で失敗を繰り返し、就職できないのではないかと焦っていたときに小学館ライトノベル大賞の募集を知り、ライトノベルならば書けるのではないかと感じたこと、また、出版業界に興味があったことだと述べている。現在、昼は会社員として働き、夜は作家として執筆作業をしている。専業作家になる予定はないとのこと。
同業者であるさがら総、橘公司と仲が良く、その2人と作家ユニット・Speakeasyを結成している。また、声優・江口拓也、堀井茶渡とも仲が良く「えぐわたちゃど」としてイベントやDVDに参加している。
さがら総との共著であるライトノベル『クズと金貨のクオリディア』のヒロイン・千種夜羽のモデルとされている。

## 作品

### 小説
- あやかしがたり（『ガガガ文庫』、イラスト：夏目義徳、2009年5月 - 2010年11月、全4巻）
- やはり俺の青春ラブコメはまちがっている。[14]（『ガガガ文庫』、イラスト：ぽんかん⑧、2011年3月 - 、既刊20巻）
- クズと金貨のクオリディア（『ダッシュエックス文庫』、共著：さがら総、イラスト：仙人掌、2015年1月、単巻）
- どうでもいい 世界なんて -クオリディア・コード-（『ガガガ文庫』、イラスト：saitom、2016年7月 - 2017年1月、全2巻）
- ガーリッシュナンバー（『KADOKAWA』、キャラクター原案・カラーイラスト：QP:flapper、モノクロイラスト：やむ茶、2016年7月 - 2017年6月、全3巻）
- クオリディア・コード（『ダッシュエックス文庫』、イラスト：松竜、口絵・挿絵：wingheart、2016年8月 - 2017年10月、全3巻）
- GETUP! GETLIVE!（『文藝春秋』、イラスト：由良、2020年2月、単巻）

### アンソロジー
- 「ぼっちは変化球が投げられない」（『MF文庫J』僕は友達が少ない ゆにばーす所収、原作：平坂読、イラスト：ぽんかん⑧、2011年11月）
- やはり俺の青春ラブコメはまちがっている。アンソロジー所収
  - 雪乃side「斯くして、彼の前に新たな敵は現れる。」（『ガガガ文庫』2020年3月）
  - オンパレード「やはり妹さえいればいい。」（『ガガガ文庫』2020年3月）
  - 結衣side「いつか、その甘さを好きになることができる気がする。」（『ガガガ文庫』2020年4月）
  - オールスターズ「しかし、その言葉の裏には裏がある。」（『ガガガ文庫』2020年4月）

### アニメ
2013年
- やはり俺の青春ラブコメはまちがっている。（原作・脚本：番外編、OVA）

2015年
- やはり俺の青春ラブコメはまちがっている。続（原作）

2016年
- クオリディア・コード（原作・脚本：第3話、第8話、第9話、第11話）
- ガーリッシュナンバー（原案・シリーズ構成・脚本：第1話、第2話、第3話、第6話、第7話、第11話、第12話）

2019年
- ドメスティックな彼女（脚本：第5話、第7話、第9話）

2020年
- GETUP! GETLIVE! ＃げらげら（スト－リー）
- やはり俺の青春ラブコメはまちがっている。完（原作）

2021年
- 聖女の魔力は万能です（シリーズ構成・脚本：第2話、第7話、第9話、第11話、第12話）

2022年
- 異世界薬局（シリーズ構成・脚本：第1話、第3話、第4話、第8話、第11話、第12話）

2023年
- 転生王女と天才令嬢の魔法革命（シリーズ構成・脚本：第1話、第3話、第6話、第9話、第11話、第12話）
- 鴨乃橋ロンの禁断推理（シリーズ構成・脚本：第2話、第7話、第8話、第9話、第12話、第13話）
- 聖女の魔力は万能です（Season2、シリーズ構成・脚本：第2話、第7話、第10話、第12話）

2024年
- 鴨乃橋ロンの禁断推理（2nd Season、シリーズ構成・脚本）

2025年
- 対ありでした。 〜お嬢さまは格闘ゲームなんてしない〜（シリーズ構成）

## 出演

### CD
- テレビアニメ「やはり俺の青春ラブコメはまちがっている。」Blu-ray BOX 特典CD
  - 『Wrong as I expected』（歌 - MCわたりん（CV.渡航） with 堀井茶渡 aka.CHA-DQN[17]）

- テレビアニメ「やはり俺の青春ラブコメはまちがっている。」キャラクターソングCD「やはりこのキャラソンはまちがっている。-完-」
  - 『君がいるから』（歌 - MCわたりん（CV.渡航） with MCえぐ（CV.江口拓也）&MCちゃど（CV.堀井茶渡））

### 映像商品
- テレビアニメ「やはり俺の青春ラブコメはまちがっている。」Blu-ray&DVD
  - 第6巻特典映像『やはり俺の千葉観光はまちがっている。〜ようやく、我々は千葉へ観光に行く。〜』[18]
  - 第7巻特典映像『やはり俺の千葉観光はまちがっている。〜当然、ロケは晴れた日に限る。〜』[19]
- テレビアニメ「やはり俺の青春ラブコメはまちがっている。続」Blu-ray&DVD
  - 第4巻特典映像「やはりこの奉仕部はまちがっている。」（第2話[20]）
- えぐわたちゃど シリーズ[21][22]
  - チャドさんぽ番外編 ゲストーク2収録現場DVD
  - チャドさんぽ特別編 えぐわたちゃどホームパーリー
  - チャドさんぽ特別編 えぐわたちゃどHR＜ホームルーム＞
  - チャドさんぽ4・5
  - えぐわたちゃどさんぽ 第1 - 6巻
  - えぐわたちゃどさんぽ 番外編 レコーディング in 裏道〈CD「一生バカやれる仲間なら」とセット〉
  - えぐわたちゃどさんぽ 番外編2・3
  - 裏チャドさんぽ 第1 - 6巻
  - 「えぐわたちゃど夜会2」イベント
  - 「えぐわたちゃど夜会2017」イベント

### ラジオ
- ラジオCD「ホリィCのDQN生 〜ゲストークCD2〜」[23]
- チンチロ！ ～えぐわたちゃどトークCD・2018春～
- インターネットラジオ「総武高校奉仕部ラジオ。続」第7回[24]

### イベント
- DQN商会イベント
  - 「えぐわたちゃど夜会」
  - 「えぐわたちゃど夜会2」
  - 「えぐわたちゃど夜会2017」
  - 「えぐわたちゃど株主夜会・2017秋」
  - 「えぐわたちゃど夜会2018」